# سندی مولینگ
سندی مولینگ (به انگلیسی: Sandy Mölling) (زاده ۲۷ آوریل ۱۹۸۱) خواننده ، ترانه سرا ، مجری آلمانی است.
او قبلاً عضو گروه نه آنجلز بود. 